# Lángos

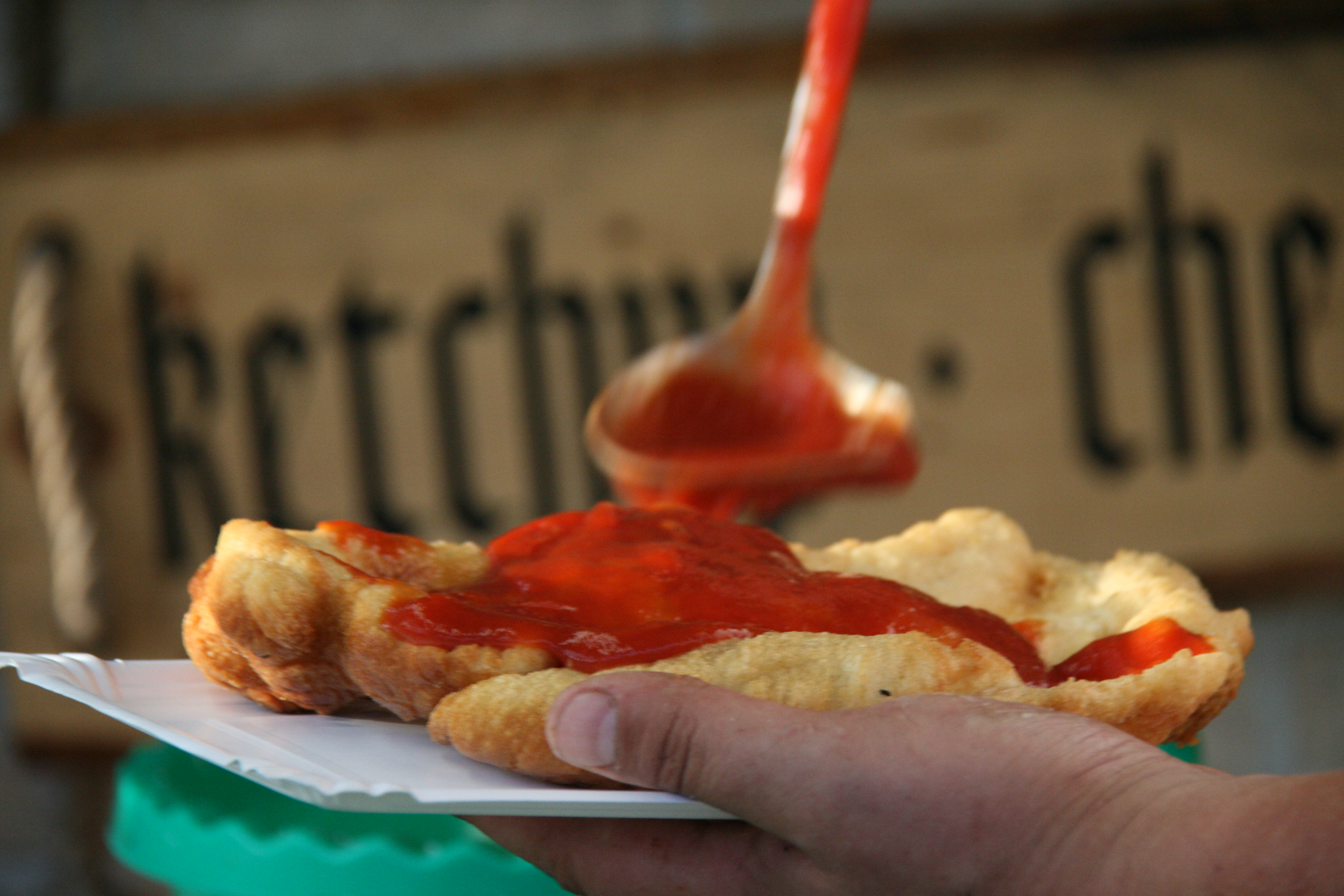
Langose en Praga sobre el que se vierte una capa de salsa de tomate.

El lángos (pronúnciese lángosh, AFI [ˈlaːŋɡoʃ]) es una especialidad húngara, aunque también muy conocida en Austria, Serbia, y Eslovaquia. Se trata de un pan frito en aceite normalmente untado en ajo, hecho a base de harina con levadura fresca.
Patata, leche, sal, harina de trigo, Levadura y azúcar.

## Etimología
El nombre deriva de la forma adjetival del sustantivo húngaro láng que significa 'llama'. Esto de debe a que tradicionalmente se preparaba en el horno casero cerca de las llamas. Originalmente era una masa de pan y se servía como desayuno. El lángos ha dejado de prepararse al horno para ser frito en aceite.

## Características
La masa de langos se hace con harina, levadura fresca, leche, azúcar y sal y se fríe en aceite. Aunque no es la única receta y también existe una variante hecha con harina, levadura, sal, huevo y yogur.

## Variantes
Se sirve generalmente en los puestos de comida rápida, aunque también se puede preparar en casa, untado con ajo o mantequilla de ajo o con otros acompañantes como nata agria, queso, tomate o jamón. En Austria es común encontrar otra variante conocida como “Magyaros”, que consiste en cubrir el lángos con lecsó.
No solo existe su variante salada, sino que también puedes encontrarlos dulces con chocolate por encima.